# Parque Natural de Vilce
O Parque Natural de Vilce é um parque natural especialmente protegido do Município de Jelgava na Freguesia de Vilce. Localizado na parte inferior do vale de Vilce, na foz do Svētē, a área protegida foi estabelecida em 2004 para proteger uniformemente os valores naturais, incluindo vales de rios, florestas de encostas e ravinas, afloramentos de arenito, espécies de plantas raras e protegidas e o monte do castelo de Vilce. Tem uma área de 144 hectares.